# Rhodinicola rugosa
Rhodinicola rugosa – gatunek widłonoga z rodziny Clausiidae. Nazwa naukowa tego gatunku skorupiaków została opublikowana w 1897 roku przez pruskiego zoologa Wilhelma Giesbrechta.